# Балкански куп у фудбалу за репрезентације 1973/76.
Балкански куп 1973/76. (енгл. 1973–76 Balkan Cup) је био 11. фудбалски турнир Балканског купа. Био је то први турнир одигран у нокаут систему са полуфиналима и финалима. Играо се између априла 1973. и новембра 1976. године између репрезентација Турске, Румуније, Бугарске и Грчке. Турнир је освојила Бугарска у победи над Румунијом правилом већег броја датих голова гостима. Укупан резултат је био 3 : 3 у две утакмице финала.. Најбољи стрелац био је турчин Џемил Туран са 4 постигнута гола.

## Мрежа
|  | Полуфинале | Полуфинале |         |  | Финале   | Финале  |  |
|  |            |            |         |  |          |         |  |
|  | 1.         |            |         |  |          |         |  |
|  | Турска     | 5+1 − 6    |         |  |          |         |  |
|  | Бугарска   | 2+5 − 7    |         |  |          |         |  |
|  |            |            |         |  |          |         |  |
|  |            |            |         |  |          |         |  |
|  |            |            |         |  | Бугарска | 1+2 − 3 |  |
|  |            | Румунија   | 0+3 − 3 |  |          |         |  |
|  |            |            |         |  |          |         |  |
|  |            |            |         |  |          |         |  |
|  |            |            |         |  |          |         |  |
|  | 2.         |            |         |  |          |         |  |
|  | Румунија   | 3+1 − 3    |         |  |          |         |  |
|  | Грчка      | 1+1 − 2    |         |  |          |         |  |

## Полуфинале
| Тим #1   | рез.  | Тим #2   | прва утакмица | друга утакмица |
| -------- | ----- | -------- | ------------- | -------------- |
| Турска   | 6 : 7 | Бугарска | 5 : 2         | 1 : 5          |
| Румунија | 4 : 2 | Грчка    | 3 : 1         | 1 : 1          |

### Утакмице првог кола
| Турска                                   | 5 : 2    | Бугарска                |
| ---------------------------------------- | -------- | ----------------------- |
| Огуз 5’ · Туран 47’, 66’, 86’ · Курт 56’ | Извештај | Панов 39’ · Миланов 56’ |

| Румунија                         | 3 : 1    | Грчка       |
| -------------------------------- | -------- | ----------- |
| Јорданеску 2’, 32’ · Луческу 85’ | Извештај | Сарафис 11’ |

### Утакмице другог кола
| Бугарска                                                            | 5 : 1    | Турска    |
| ------------------------------------------------------------------- | -------- | --------- |
| Бонев 12’ · Ковис 48’ (а.г.) · Жечев 67’ · Панов 76’ · Григоров 79’ | Извештај | Туран 68’ |

| Грчка       | 1 : 1    | Румунија    |
| ----------- | -------- | ----------- |
| Сарафис 84’ | Извештај | Думитру 27’ |

## Финале
| Тим #1   | рез.  | Тим #2   | прва утакмица | друга утакмица |
| -------- | ----- | -------- | ------------- | -------------- |
| Бугарска | 3 : 3 | Румунија | 1 : 0         | 2 : 3          |

### Прва утакмица
| Бугарска    | 1 : 0    | Румунија |
| ----------- | -------- | -------- |
| Васулев 49’ | Извештај |          |

### Друга утакмица
| Румунија                             | 3 : 2    | Бугарска                      |
| ------------------------------------ | -------- | ----------------------------- |
| Трој 47’ · Белењи 54’ · Мулцеску 78’ | Извештај | - Гарабски 13’ - Жељазков 69’ |

## Победник
| Куп Балкана 1973/76.      |
| ------------------------- |
| · Бугарска · Трећи титула |

## Статистика

### Стрелци голова
Укупно је постигнуто  25 голова у 6 утакмица, с просеком од 4.17 гола по утакмици.
4 гола
- Ч. Туран

2 гола
- П. Панов
- С. Сарафис
- А. Јорданеску

1 гол
- А. Жељазков
- А. Гарабски
- Б. Григоров
- Д. Жечев
- Х. Бонев
- К. Миланов
- Т. Василев
- М. Огуз
- М. Курт
- Ј. Думитру
- Г. Мулцеску
- Л. Белењи
- М. Луческу
- Р. Трој

1 аутогол
- Н. Ковис (против Бугарске)